# Ковен (Теннессі)
Ковен (англ. Cowan) — місто (англ. city) в США, в окрузі Франклін штату Теннессі. Населення — 1759 осіб (2020).

## Географія
Ковен розташований за координатами 35°9′47″ пн. ш. 86°0′51″ зх. д. / 35.16306° пн. ш. 86.01417° зх. д. (35.163029, -86.014040).  За даними Бюро перепису населення США в 2010 році місто мало площу 5,35 км², уся площа — суходіл.

## Демографія
Згідно з переписом 2010 року, у місті мешкало 1737 осіб у 745 домогосподарствах у складі 474 родин. Густота населення становила 325 осіб/км².  Було 853 помешкання (159/км²).
Расовий склад населення:
| - 83,7 % — білих - 11,2 % — чорних або афроамериканців - 0,6 % — корінних американців - 0,5 % — азіатів - 1,3 % — осіб інших рас |

До двох чи більше рас належало 2,8 %. Частка іспаномовних становила 2,0 % від усіх жителів.
За віковим діапазоном населення розподілялося таким чином: 23,3 % — особи молодші 18 років, 60,0 % — особи у віці 18—64 років, 16,7 % — особи у віці 65 років та старші. Медіана віку мешканця становила 40,9 року. На 100 осіб жіночої статі у місті припадало 91,9 чоловіків;  на 100 жінок у віці від 18 років та старших — 90,0 чоловіків також старших 18 років.
Середній дохід на одне домашнє господарство  становив 40 716 доларів США (медіана — 30 417), а середній дохід на одну сім'ю — 48 848 доларів (медіана — 37 393). Медіана доходів становила 44 375 доларів для чоловіків та 27 727 доларів для жінок. За межею бідності перебувало 27,2 % осіб, у тому числі 32,7 % дітей у віці до 18 років та 16,6 % осіб у віці 65 років та старших.
Цивільне працевлаштоване населення становило 515 осіб. Основні галузі зайнятості: виробництво — 25,4 %, освіта, охорона здоров'я та соціальна допомога — 17,3 %, мистецтво, розваги та відпочинок — 13,2 %, роздрібна торгівля — 12,2 %.